# Padernello (Paese)
Padernello (Padernèl in veneto) è una frazione del comune di Paese di 3.087 abitanti della provincia di Treviso in Veneto.

## Geografia fisica

### Territorio
Padernello si trova ad ovest di Paese, a nord di Santa Cristina di Quinto di Treviso, a est di Istrana e a sud di Porcellengo.
Il paese è diviso in tre contrade, ognuna con la propria chiesa, che con il tempo si sono unite: San Lorenzo (dove si trova la parrocchiale), San Gottardo e San Luca. A queste si è aggiunta, in tempi più recenti, la contrada denominata Villaggio.

### Clima
I dati sono stati raccolti dalla vicina stazione meteorologica di Istrana, la stazione si trova nell'area aeroportuale di Istrana, a 41 metri s.l.m. e alle coordinate geografiche 45.688659°N 12.101303°E.

#### Temperature estreme mensili dal 1951 ad oggi
Nella tabella sottostante sono riportate le temperature massime e minime assolute mensili, stagionali ed annuali dal 1951 ad oggi.
| TREVISO ISTRANA (1951-2015) | Mesi         | Mesi         | Mesi        | Mesi        | Mesi        | Mesi        | Mesi        | Mesi        | Mesi        | Mesi        | Mesi        | Mesi         | Stagioni | Stagioni | Stagioni | Stagioni | Anno  |
| TREVISO ISTRANA (1951-2015) | Gen          | Feb          | Mar         | Apr         | Mag         | Giu         | Lug         | Ago         | Set         | Ott         | Nov         | Dic          | Inv      | Pri      | Est      | Aut      | Anno  |
| --------------------------- | ------------ | ------------ | ----------- | ----------- | ----------- | ----------- | ----------- | ----------- | ----------- | ----------- | ----------- | ------------ | -------- | -------- | -------- | -------- | ----- |
| T. max. assoluta (°C)       | 15,9 (1989)  | 23,2 (1990)  | 25,9 (1977) | 32,0 (2011) | 34,8 (2009) | 37,4 (2003) | 39,4 (2015) | 39,9 (2003) | 34,3 (1985) | 29,2 (2011) | 23,3 (2004) | 16,3 (1954)  | 23,2     | 34,8     | 39,9     | 34,3     | 39,9  |
| T. min. assoluta (°C)       | −15,6 (1963) | −16,6 (1956) | −8,8 (1963) | −4,6 (2003) | 0,2 (1979)  | 6,6 (2001)  | 8,2 (1960)  | 8,6 (1995)  | 3,8 (1977)  | −2,2 (1970) | −7,5 (1975) | −13,0 (2009) | −16,6    | −8,8     | 6,6      | −7,5     | −16,6 |

## Origini del nome
Il toponimo di Padernello è probabilmente di origine latina, deriva da 'padus', ovvero 'pioppo', pianta molto diffusa nella pianura veneta; un'altra ipotesi è che derivi da 'Paternus', nome di antichi proprietari terrieri romani.

## Storia

### Origini
Le origini di Padernello si perdono nella notte dei tempi: ritrovamenti fatti nel novecento riportarono alla luce anfore funerarie con monete dell'età romana ma è solo nel 1152 con la bolla papale Justis Fratrum di papa Eugenio III che si ritrova per la prima volta in un documento il nome Padernello.

### La Serenissima
Nel 1338 la città di Treviso entrò pacificamente a far parte della Repubblica di Venezia e Padernello seguì lo stesso destino. Durante il dominio veneziano (1436) venne costruito il Canale Piavesella (in paese chiamato anche della Vittoria, poiché deriva l'acqua dal canale omonimo, realizzato tra il 1921 e il 1925), il quale verrà poi modificato e migliorato nei secoli successivi.

### La dominazione austriaca
Nel 1816 in seguito ad una riorganizzazione amministrativa Padernello divenne comune da cui dipendevano Porcellengo e Postioma. La sede del comune si trovava nella località della contrada del centro, presso il palazzo dei nobili Bianchi. L'edificio, in tipico stile veneziano, esiste tuttora.

### Regno d'Italia
Nel 1877 viene inaugurata la linea ferroviaria Vicenza-Treviso la quale attraversa la località di San Gottardo dividendola in due.

### Prima Guerra Mondiale
Dopo la rotta di Caporetto il paese si trovò a ridosso del fronte del Piave. Padernello si trovò esattamente tra due campi di volo, il primo in località San Luca (detto anche di Padernello) ed il secondo in località San Bernardino (detto di Quinto), base di Francesco Baracca. Come testimonianza della posizione strategica, tutto il territorio presenta quindi fortificazioni e trinceramenti, sia per la difesa dei campi d'aviazione, che come proseguimento del Campo Trincerato di Treviso.
A San Luca dal 15 marzo 1918 arriva la 78ª Squadriglia aeroplani da caccia e sempre in marzo la 79ª Squadriglia, dal 15 marzo la 139ª Squadriglia che resta fino al 1º luglio e dal 18 marzo la 115ª Squadriglia fino al 5 agosto, la 75ª Squadriglia caccia fino al 14 maggio e dall'8 luglio 1918 vi nasce il XXIII Gruppo (poi 23º Gruppo) che rimane fino al dicembre 1918.
Dal mese di ottobre 1918 vi arrivò anche il No. 34 Squadron RAF fino alla fine del conflitto.
Testimonianze delle fortificazioni sono visibili tuttora nella campagna circostante: nascoste nella vegetazione si possono trovare i resti dei bunker che componevano le linee difensive. Altre testimonianze giungono dall'archivio del Comune di Paese ed in particolare lamentele dei contadini di Padernello, i quali in località Barbiere di San Gottardo si trovarono impossibilitati a raggiungere i propri campi a causa di una torretta per mitragliatrici costruita in mezzo alla strada ostruendone il passaggio; oppure nel colmello ai Casoni (località San Gottardo) si ritrovarono senza acqua per l'abbeveraggio a causa della costruzione di una trincea a monte del canale.
Il 26 dicembre 1917 sopra il campo di volo d'Istrana-Fossalunga (detto di Trevignano), confinante con la località San Luca, avvenne la battaglia aerea d'Istrana, che vide vittorioso il corpo aeronautico militare italiano.
La chiesa di San Gottardo venne occupata dagli Arditi e profanata trasformandola in teatro. Sul sagrato della stessa venne costruito un grande baraccone in mattoni ad uso dell'VIII Corpo d'Armata. Oggi il baraccone non esiste più però i mattoni di cui era fatto sono ancora visibili nel campanile e nella sacrestia costruiti negli anni successivi alla guerra.

### Seconda Guerra Mondiale
Durante il conflitto bellico in paese furono accolti 250 sfollati dopo il bombardamento di Treviso del 7 aprile 1944.
Nel marzo del 1945 due giovani partigiani di Padernello, Luigi Bavaresco e Giovanni Gasparini vennero catturati e fucilati pochi giorni dopo a Fagarè.

## Monumenti e luoghi d'interesse

### Chiesa di San Lorenzo
Parrocchiale del paese, risale al XVIII secolo. Al suo interno si possono ammirare la splendida pala dell'altare maggiore (restaurata nel 2012 in occasione del trecentesimo anniversario della chiesa) e la Crocifissione di Sebastiano Ricci. Sono conservate inoltre diverse reliquie e preziosi oggetti sacri, dono di prestigiosi parroci dal passato illustre come Giovanni Battista Nicolai (1759-1793) e Don Giovanni Casagrande (1832-1843) o autorità laiche come il potente Maffio Bianchi.
Nel '700 Padernello era una sede ambita dai parroci: la salubrità dell'aria, la vicinanza della città a Treviso e il carattere tranquillo degli abitanti, faceva sì che il paese fosse un premio per i sacerdoti più meritevoli.
Si dice che prima di intraprendere l'ultimo volo, Baracca si fermò a pregare proprio in questa chiesa.

### Chiesa di San Gottardo
Si affaccia sulla SR 53 "Castellana" e dà il nome alla contrada. Gli scritti storici sui documenti parrocchiali collocano la sua costruzione attorno al 1400 ad opera di carrettieri tedeschi, l'attuale struttura è invece stata costruita a cavallo del 1800. Non sono giunti a noi altri documenti riguardo costruzioni precedenti, però si pensa che nell'area ci fosse almeno un capitello dedicato al santo, dato che l'attuale "via Bavaresco" figura fino alla prima guerra mondiale come "via del capitello". Sempre dagli scritti parrocchiali si ritrova che nei pressi della chiesa si svolge sin dal XVI secolo un'antichissima sagra (nel 1597 vi parteciparono circa 10.000 persone). Nel 1860 si svolse una "Fiera di San Gottardo" per la raccolta di fondi da destinare al decoro dell'oratorio di San Gottardo come testimoniato in alcuni manifesti storici visibili tuttora nella sede del Gruppo San Gottardo.

### Chiesa di San Luca
Si trova nella località di Marzelline, probabilmente il nucleo originario del paese. Le prime testimonianze di questo oratorio risalgono alla metà del XII secolo secondo la bolla papale Justis Fratrum.

### Casa Bavaresco-Netto
Ex villa padronale, del XVII - XVIII sec., già sede del Municipio del Comune di Padernello.

### Barchessa di Villa Bianchi
La barchessa è ciò che rimane del monumentale complesso ottocentesco, opera di Giorgio Massari, che era costituito dalla villa padronale, dalle due barchesse laterali e da una chiesetta dedicata alla Madonna della Salute.

### Monumento ai caduti
Situato di fronte alla chiesa di San Lorenzo riporta i nomi di tutti i caduti di tutte le guerre originari del paese. Venne inaugurato il 2 dicembre 1966. In precedenza in tale luogo esisteva un altro monumento ai caduti, demolito durante i lavori di rifacimento di via Trento.

### Capitello di San Cristoforo
Immerso nella campagna si trova il capitello dedicato a San Cristoforo, costruito nel 1982 da Giuseppe Polo, quale ringraziamento al Santo protettore degli autisti, per non aver avuto alcun incidente durante i 25 anni di lavoro come camionista. La figura del Santo, che porta in spalla Gesù Bambino, fu realizzata in ferro battuto dall'artista locale Mario Pozzebon.
Ogni anno nella domenica prospiciente il 24 luglio, giorno di ricorrenza del Santo, si festeggia con la celebrazione della Santa Messa all'aperto presso il capitello.

### Monumento alla Fonderia Montini Policarpo
Vicino al centro del paese, nell'attuale "Centro Meridiana", si trova un piccolo monumento a ricordo della Fonderia Montini Policarpo, che in quell'area aveva sede. L'industria fu molto importante per Padernello dato che quasi tutti gli operai risiedevano in paese e rimase in servizio fino alla metà degli anni '90. Nel nuovo millennio, un progetto di riabilitazione dell'area ha fatto sì che si costruissero delle palazzine con dei negozi al piano terra. Il monumento alla futura memoria è stato inaugurato il 18 novembre 2006.

## Società

### Evoluzione demografica
Abitanti censiti
Il dato relativo al 1819 si riferisce al Comune di Padernello comprendente anche Postioma e Porcellengo.

## Infrastrutture e trasporti

### Strade
Il paese è attraversato dalla strada statale 53 Postumia detta anche la "Castellana", che attraversa la località di San Gottardo passando vicino alla chiesa.

### Trasporto pubblico
Sono presenti due linee fornite dalla MOM:
- Linea urbana 11, che collega il paese alla Stazione FS di Treviso.
- Linea extraurbana 106, che collega Padernello a Treviso e Castelfranco Veneto.

È inoltre presente la linea extraurbana 181 in gestione con la ditta Caverzan che collega Padernello a Treviso e Montebelluna

## Feste e ricorrenze

### Sagra di San Gottardo
Fin dal 1978 tra fine aprile e i primi di maggio, in località San Gottardo nel prato adiacente alla chiesa omonima, si svolge la Sagra di San Gottardo.
La finalità della manifestazione è la raccolta fondi per il mantenimento e la ristrutturazione della chiesa e per varie opere di beneficenza a favore della comunità.
Dal 1992, ogni primo maggio si svolge un torneo di pallavolo amatoriale, con squadre da tutta la provincia; il torneo "Pallavolo Insieme". Oltre a questo, dal 2016 è stato introdotto un nuovo torneo di pallavolo, da disputarsi tra le quattro contrade.
Il giorno 5 maggio è la festa del Santo ed il giorno centrale della manifestazione.

### Sagra di San Luca
Dal 1997, nei giorni attorno al 16 agosto sul sagrato della chiesa di San Luca, si svolge la Sagra di San Rocco. La finalità di questa sagra è la raccolta dei fondi necessari alla sistemazione e manutenzione della chiesetta.

### Sagra di San Lorenzo
Dal 2006 nelle due settimane a cavallo dei mesi luglio-agosto, si svolge nel cortile dell'oratorio la Sagra di San Lorenzo. Dal 2014 nell'ex-campo di calcio del Montini, si svolge il torneo di calcio delle contrade.

## Sport
La squadra di calcio del paese è il G.S. Padernello, fondato nel 1965 e militante nel girone Q di Seconda Categoria Veneto. I colori sociali sono il rosso e il blu.
Dal 1992, ogni primo maggio, durante la Sagra di San Gottardo, si svolge il torneo "Pallavolo Insieme".
Nel 1998 vide il passaggio del Giro d'Italia nella 14ª tappa Schio-Piancavallo, nella quale vinse Marco Pantani.
Dal 2009, in occasione della sagra dedicata al patrono San Lorenzo, si disputa il Torneo calcistico delle Contrade. Le quattro contrade rappresentano i nuclei storici del paese (Centro-San Lorenzo, San Luca e San Gottardo) e la recente area residenziale denominata Villaggio. A partire dal 2013 questa manifestazione ha sostituito la partita "Padernello Nord vs Padernello Sud".
Dal 2016, in primavera, si svolge il Torneo di pallavolo tra Contrade.

## Albo d'oro del Torneo delle Contrade

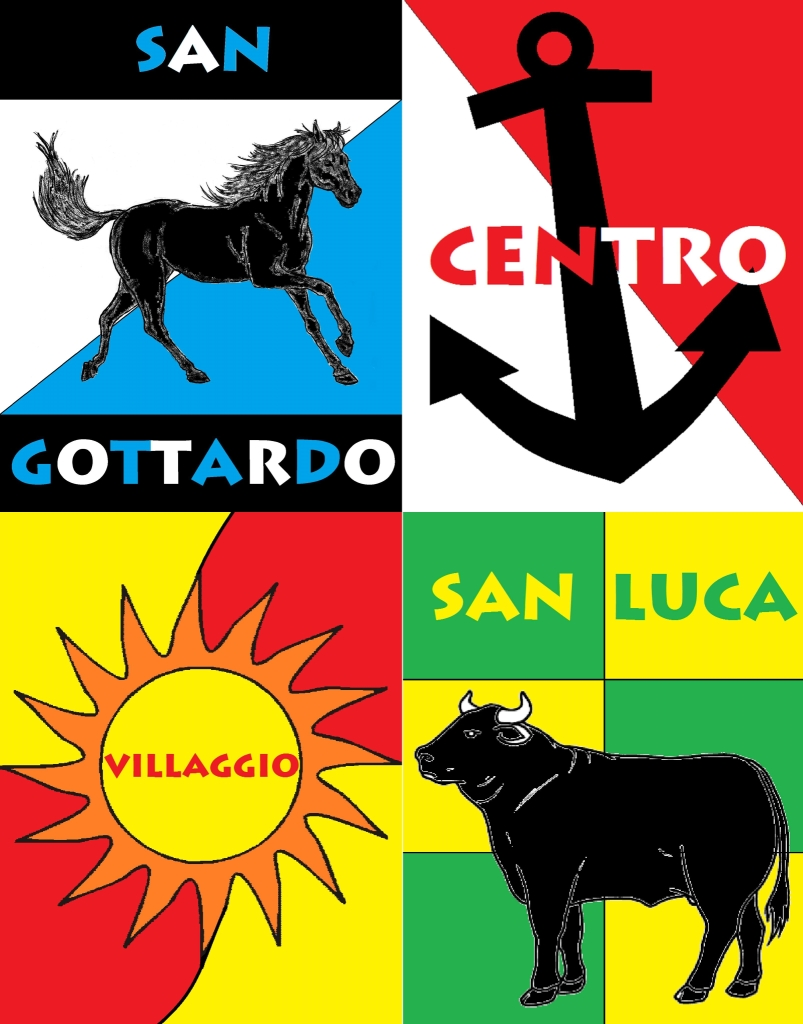
Stemmi delle quattro contrade:
San Gottardo (Cavallo), Centro (Ancora), Villaggio (Sole), San Luca (Toro).

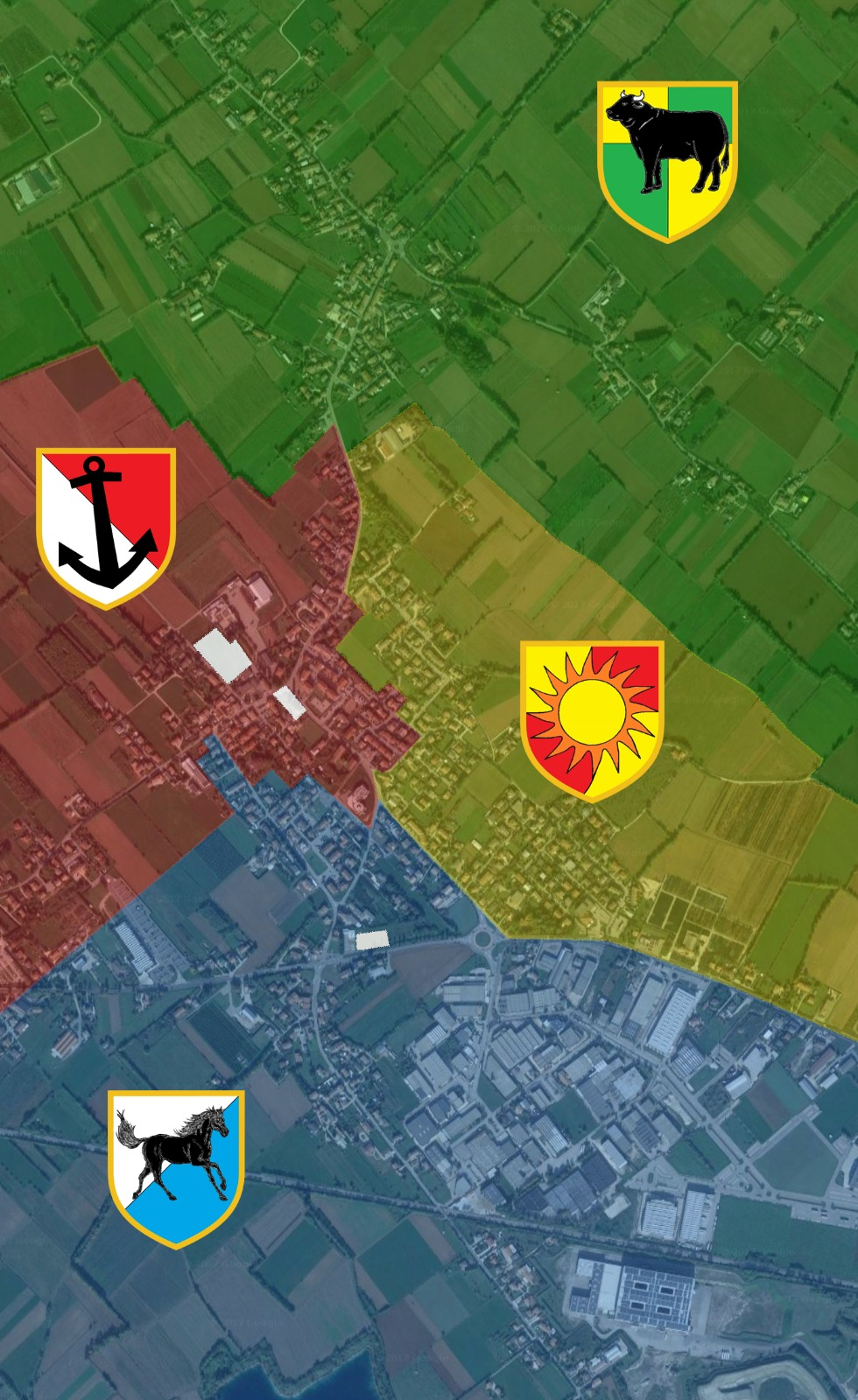
Territori delle quattro contrade

Simboli e nomi delle contrade: Toro (San Luca), Sole (Villaggio), Ancora (Centro), Cavallo (San Gottardo).

### Calcio
Classifica vincitori del torneo di calcio dal 2014.
| Contrada | Posizione | Tornei vinti | Anno/i     |
| -------- | --------- | ------------ | ---------- |
| Ancora   | 1^        | 2            | 2015, 2018 |
| Sole     | 1^        | 2            | 2014, 2019 |
| Toro     | 2^        | 1            | 2016       |
| Cavallo  | 2^        | 1            | 2017       |

### Pallavolo
Classifica vincitori del torneo di pallavolo dal 2016.
| Contrada | Posizione | Tornei vinti | Anno/i    |
| -------- | --------- | ------------ | --------- |
| Toro     | 1^        | 2            | 2018-2019 |
| Cavallo  | 2^        | 1            | 2016      |
| Ancora   | 2^        | 1            | 2017      |
| Sole     | 4^        | 0            | —         |